# Apocalypto (soundtrack)
Apocalypto is de originele soundtrack, gecomponeerd en gedirigeerd door James Horner voor de film Apocalypto uit 2006 van Mel Gibson. Het album werd uitgebracht op 5 december 2006 door Hollywood Records.
De filmmuziek bevat vocalen van de Pakistaanse zanger Rahat Nusrat Fateh Ali Khan en de Engelse muzikant Terry Edwards. De muziek werd opgenomen en gemixt in de Abbey Road Studios in Londen, met geluidstechnicus Simon Rhodes.

## Tracklijst
Alle muziek is geschreven door James Horner.
| 1.                 | From the Forest...                       | 1:55 |
| 2.                 | Tapir Hunt                               | 1:31 |
| 3.                 | The Storyteller's Dreams                 | 3:41 |
| 4.                 | Holcane Attack                           | 9:28 |
| 5.                 | Captives                                 | 3:06 |
| 6.                 | Entering the City with a Future Foretold | 6:05 |
| 7.                 | Sacrificial Procession                   | 3:40 |
| 8.                 | Words Through the Sky - The Eclipse      | 5:11 |
| 9.                 | The Games and Escape                     | 5:15 |
| 10.                | An Elusive Quarry                        | 2:15 |
| 11.                | Frog Darts                               | 2:45 |
| 12.                | No Longer the Hunted                     | 5:50 |
| 13.                | Civilisations Brought by Sea             | 2:20 |
| 14.                | To the Forest...                         | 7:31 |
| Totale duur: 60:33 |                                          |      |

## Personeel
- Jan Hendrickse – houtblazer
- Tony Hinnigan – houtblazer
- Gary Kettel – percussie
- Frank Ricotti – percussie
- Robert A. White – houtblazer
- Guo Yi – houtblazer